# Lepomis humilis
Lepomis humilis is een straalvinnige vis uit de familie van zonnebaarzen (Centrarchidae) en behoort tot de orde van baarsachtigen (Perciformes). De vis kan maximaal 15 centimeter lang worden. De hoogst geregistreerde leeftijd is 4 jaar. De vis is erg bruin van kleur, met een oranjeachtige buik en oranje stipjes. L. humilis heeft geen zijlijn.

## Leefomgeving en voedsel
L. humilis komt voor in zoetwater. Het natuurlijke verspreidingsgebied is Noord-Amerika, van de grens tussen Canada en de Verenigde Staten tot en met Texas in de Verenigde staten. L. humilis komt daar voor in plassen en beken en in rivieren, vaak met troebel water en dicht in de buurt van begroeiing.
L. humilis foerageert op zoöplankton en kleine ongewervelden, vooral waterinsecten zoals de larven en poppen van dansmuggen. De soort kan ook worden bezichtigd in sommige voor het publiek toegankelijke aquaria.